# Amastus lividus
Amastus lividus là một loài bướm đêm thuộc phân họ Arctiinae, họ Erebidae.